# Notoniscus tasmanicus
Notoniscus tasmanicus là một loài chân đều trong họ Styloniscidae. Loài này được Chilton miêu tả khoa học năm 1915.